# Harvey (Louisiana)
Harvey is een plaats (census-designated place) in de Amerikaanse staat Louisiana, en valt bestuurlijk gezien onder Jefferson Parish.

## Demografie
Bij de volkstelling in 2000 werd het aantal inwoners vastgesteld op 22.226.

## Geografie
Volgens het United States Census Bureau beslaat de plaats een oppervlakte van
18,2 km², waarvan 17,3 km² land en 0,9 km² water.

## Overleden
Fats Domino overleed in 2017 in Harley op 89-jarige leeftijd.

## Plaatsen in de nabije omgeving
De onderstaande figuur toont nabijgelegen plaatsen in een straal van 4 km rond Harvey.